# ريكاردو نونيز (ممثل)
ريكاردو نونيز (بالإسبانية: Ricardo Núñez Lissarrague)‏ هو كاتب سيناريو ومخرج وممثل إسباني، ولد في 16 يوليو 1904 في إسبانيا، وتوفي بنفس المكان في 14 يونيو 1998.

## وصلات خارجية
- ريكاردو نونيز على موقع IMDb (الإنجليزية)
- ريكاردو نونيز على موقع أول موفي (الإنجليزية)
- ريكاردو نونيز على موقع قاعدة بيانات الفيلم (الإنجليزية)
- ريكاردو نونيز على موقع كينوبويسك (الروسية)